# Felix Krueger
Felix Emil Krueger, född 10 augusti 1874 i Posen, död 25 februari 1948 i Basel, var en tysk filosof och psykolog.
Krueger var 1906–08 professor i Buenos Aires samt blev professor 1910 i Halle an der Saale och 1917 (efter Wilhelm Wundt) i Leipzig. Han var Wundts lärjunge och ansåg att filosofin bör grundas på psykologin. Inom etiken var han påverkad av Immanuel Kant och erkände absoluta moraliska värden, ehuru han vill psykologiskt konstatera dem. 
Bland Kruegers arbeten kan nämnas Ist Philosophie ohne Psychologie möglich? (1896) och Der Begriff des absolut Wertvollen als Grundbegriff der Moralphilosophie (1898), varjämte han ägnade flera skrifter åt tonpsykologin.